# Borgvattnets landskommun
Borgvattnets landskommun var en tidigare kommun i Jämtlands län.

## Administrativ historik
Borgvattnets landskommun inrättades i Borgvattnets socken i Jämtland när 1862 års kommunalförordningar trädde i kraft 1863.
Vid kommunreformen den 1 januari 1952 gick största delen av Borgvattnets landskommun med 702 invånare och omfattande en areal av 394,15 km², varav 382,50 km² land, upp i Stuguns landskommun. Del av kommunen, bestående av del av fastigheten Sörviksnäset med 101 invånare (den 31 december 1951) och omfattande en areal av 65,95 km², varav 61,28 km² land, överfördes samma datum (enligt beslut den 3 mars 1950) till Hammerdals landskommun och församling. Sedan 1974 tillhör området Ragunda kommun.

### Kyrklig tillhörighet
I kyrkligt hänseende tillhörde kommunen Borgvattnets församling.

## Kommunvapen
Borgvattnets landskommun förde inte något vapen.

## Geografi
Borgvattnets landskommun omfattade den 1 januari 1951 en areal av 460,10 km², varav 443,78 km² land.

## Politik

### Mandatfördelning i valen 1938-1946
| 18 |

| 18 |

| 13 | 7 |

| 20 |

| 13 | 7 |

| 20 |